# Leendert Hasenbosch
Leendert Hasenbosch (L'Aia, 1695 circa – Isola di Ascensione, 1725 circa) è stato un marinaio olandese, noto soprattutto per il diario scritto dopo essere stato abbandonato su un'isola deserta come punizione per la sua omosessualità.

## Biografia

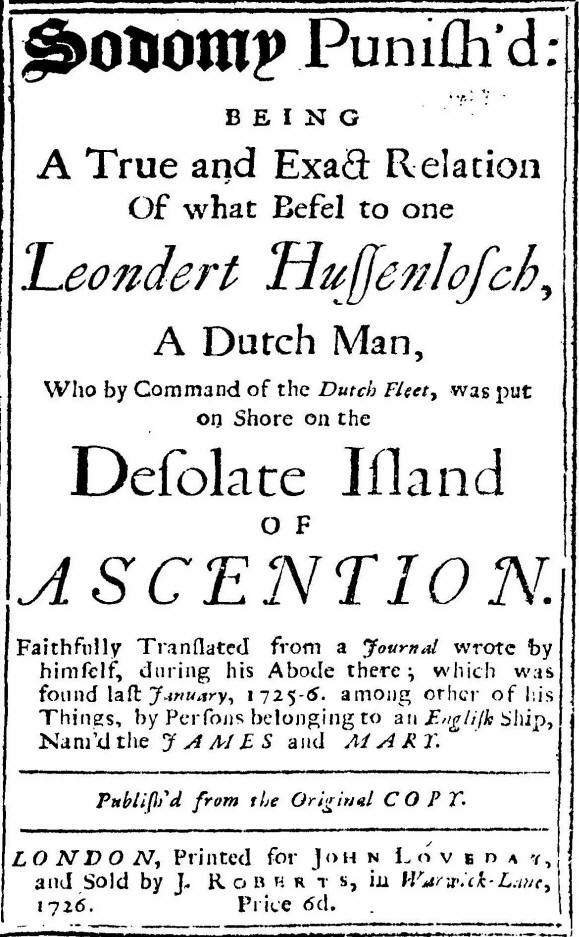
Sodomy Punish'd, la prima edizione del diario di Leendert Hasenbosch (1726)

Leendert Hasenbosch nacque presumibilmente a L'Aia nel 1695. Nel 1709 il padre, un vedovo, si trasferì a Batavia (moderna Giacarta, Indonesia, all'epoca possedimento olandese) con le tre figlie, mentre l'adolescente Hasenbosch rimase nei Paesi Bassi. Il 17 gennaio 1714 Hasenbosch si arruolò come soldato nella Compagnia olandese delle Indie orientali, ottenendo il suo primo incarico sulla fluyt Korssloot, in viaggio da Enkhuizen a Batavia. Dopo un anno sulla nave, dal 1715 al 1720 servì a Kochi, colonia olandese in India, mentre nel 1720 ritornò a Batavia e fu promosso caporale. Hasenbosch si dedicò all'attività di scrittore militare e contabile, un ruolo che tornò a occupare nel 1724 quando salpò nuovamente su una nave della Compagnia olandese delle Indie orientali. Il 17 aprile 1725, durante una tappa obbligatoria della nave a Città del Capo, Hasenbosch fu condannato per sodomia e il 5 maggio dello stesso anno fu abbandonato sull'Isola di Ascensione, allora deserta, come punizione. La punizione sembra essere l'esecuzione standard per la Compagnia olandese delle Indie orientali, dato che due anni più tardi due mozzi della nave Zeewijk furono soggetti alla stessa sorte per il medesimo crimine: i due vennero lasciati a morire su due diverse isole dell'Houtman Abrolhos.
Durante i mesi di solitudine sull'isola inabitata, Hasenbosch tenne un diario, in cui annotò i suoi ultimi mesi di vita. A Hasenbosch fu concessa una tenda, alcuni semi, scorte d'acqua per un mese, utensili, libri di preghiera, vestiti e materiale per scrivere. Il naufrago si dedicò da subito alla ricerca d'acqua potabile ma, pur avendo trovato alcune fonti d'acqua, nessuna di loro garantiva un flusso duraturo e stabile nel tempo per il suo sostentamento. In realtà, sull'Isola di Ascensione si trovano due sorgenti importanti: una nella parte più interna dell'isola (oggi chiamata Breakneck Valley), mentre una seconda, di minore portata, è chiamata Dampier's Drip. Evidentemente Hasenbosch non trovò nessuna delle due fonti; ebbero più fortuna i sessanta naufraghi della HMS Roebuck che, nel febbraio 1701, avevano trovato almeno una delle due fonti, garantendosi così la sopravvivenza. Hasenbosch cominciò a dissetarsi con il sangue di uccelli marini e tartarughe verdi, finendo poi per bere anche il liquido contenuto nel loro carapace, la propria urina e quella contenuta nelle vesciche delle tartarughe. Hasenbosch morì probabilmente di sete e di stenti prima della fine dell'anno, dato che nel gennaio 1726 non vi era più traccia di lui sull'isola.

## Il diario
Il diario fu rinvenuto nel gennaio 1726 dai marinai britannici della James and Mary. I marinai trovarono la tenda e il diario di Hasenbosch, ma non il suo corpo. Uno di loro parlava l'olandese e capì non solo che l'abitante dell'isola non era un naufrago, ma anche la natura del suo crimine. I marinai riportarono il diario in Inghilterra, dove fu pubblicato nello stesso anno con il titolo di Sodomy Punish'd ("Sodomia punita"). Due anni più tardi una seconda edizione fu pubblicata con il titolo di An Authentick Relation; questa edizione non è una semplice ristampa, dato che il contenuto del diario fu probabilmente alterato in parte. L'edizione originale presentava il nome di Hasenbosch (trascritto male come "Leondert Hussenlosch"), mentre nell'edizione del 1728 il nome dello sfortunato era dichiarato ignoto. Non è chiaro quale delle due traduzioni sia la più fedele, dato che il diario originale è andato perduto.
Gran parte del diario è occupato da annotazioni sulla sua disperata ricerca di una fonte d'acqua potabile, ma alcuni brani offrono riflessioni di Hasenbosch sulla propria omosessualità e sui suoi rapporti carnali. Alcune di esse rivelano sensi di colpa, manifestati sotto forma di visioni di vecchi compagni e apparizioni demoniache, ma non è chiaro se questi commenti siano originali o opera di editori successivi. Infatti, già il titolo della prima edizione del 1726 rivela l'intento moralistico degli editori, un elemento fortemente esacerbato nella terza edizione del 1730. Nella nuova edizione, infatti, pubblicata come The Just Vengeance of Heaven Exemplify'd ("La giusta vendetta del cielo esemplificata") le descrizione delle apparizioni demoniache sono state notevolmente allungate; gli editori si presero anche altre libertà con la storia di Hasenbosch, affermando che il suo scheletro era stato trovato accanto al diario.